# Circuit urbain de Hanoï
Le circuit urbain de Hanoï (en vietnamien : Đường đua phố Hà Nội) est un circuit automobile temporaire situé dans le district de Nam Tu Liem, à Hanoï, au Vietnam.
Il devait accueillir pour la première fois le Grand Prix du Vietnam de Formule 1, course initialement prévue le 5 avril 2020 comme troisième manche du championnat 2020, avant d'être reportée puis annulé à cause de la pandémie de maladie à coronavirus de 2019-2020.

## Description
Le circuit, situé près du Stade national Mỹ Đình, doit être parcouru dans le sens anti-horaire. Il dispose également de l’une des plus longues lignes droites du calendrier, avec une longueur de 1,5 km. Le circuit a été tracé par l'architecte en chef de la F1, Hermann Tilke, et inclura des routes existantes ainsi que des routes nouvellement construites. 
Le tracé s'inspire de plusieurs circuits existants, dont le circuit de Monaco, le circuit de Suzuka ou encore le circuit Grand Prix Strecke du Nürburgring. 